# Cromatografia de líquids d'alta resolució
La cromatografia de líquids d'alta resolució o HPLC (de l'anglès, High performance liquid chromatography) és un tipus de cromatografia en columna utilitzada sovint en bioquímica i química analítica. També se l'anomena cromatografia de líquids d'alta pressió o d'alta eficàcia, tot i que aquesta terminologia es considera antiga i està en desús. L'HPLC és una tècnica utilitzada per separar els components d'una mescla basant-se en diferents tipus d'interaccions químiques entre les substàncies analitzades i la columna cromatogràfica.

## Principal
En l'HPLC isocràtica el compost passa per la columna cromatogràfica a través de la fase estacionària (normalment, un cilindre amb petites partícules arrodonides amb certes característiques químiques a la seva superfície) mitjançant el bombament de líquid (fase mòbil) a alta pressió a través de la columna. La mostra a analitzar és introduïda en petites quantitats i els seus components es retarden diferencialment depenent de les interaccions químiques o físiques amb la fase estacionària a mesura que avancen per la columna. El grau de retenció dels components de la mostra depèn de la naturalesa del compost, de la composició de la fase estacionària i de la fase mòbil. El temps que tarda un compost a ser eluït de la columna s'anomena temps de retenció i es considera propietat identificativa característica del compost en una determinada fase mòbil i estacionària. La utilització de pressió en aquest tipus de cromatografies incrementa la velocitat lineal dels compostos dins la columna i redueix així la difusió dels compostos dins la columna i millora la resolució de la cromatografia. Els dissolvents més utilitzats són l'aigua, el metanol i l'acetonitril. L'aigua pot contenir tampons (com fosfats), sals, o compostos com l'àcid trifluoroacètic, àcid fòrmic, àcid acètic o hidròxid d'amoni que ajuden a la separació dels compostos.
Una millora introduïda a la tècnica d'HPLC descrita és la variació de la composició de la fase mòbil durant l'anàlisi, coneguda com a "elució en gradient". Un gradient normal en una cromatografia de fase reversa pot començar a un 5 % d'acetonitril i progressar de forma lineal fins a un 50 % en 25 minuts. El gradient utilitzat varia en funció de la hidrofobicitat del compost. El gradient separa els components de la mostra com una funció de l'afinitat del compost per la fase mòbil utilitzada respecte a l'afinitat per la fase estacionària. En l'exemple: utilitzant un gradient aigua/acetonitril els compostos més hidròfils eluiran a major concentració d'aigua, mentre que els compostos més hidròfobs eluiran a concentracions elevades d'acetonitril. Sovint, cal realitzar una sèrie de proves prèvies per tal d'optimitzar el gradient de manera que permeti una bona separació dels compostos.

## Tipus d'HPLC

### Cromatografia de fase normal
La cromatografia de fase normal o "Normal phase HPLC" (NP-HPLC) va ser el primer tipus de sistema HPLC utilitzat en el camp de la química, i es caracteritza per separar els compostos basant-se en la seva polaritat. Aquesta tècnica utilitza una fase estacionària polar i una fase mòbil apolar, i es fa servir quan el compost d'interès és força polar.
El compost polar s'associa i és retingut per la fase estacionària. La força d'adsorció augmenta a mesura que augmenta la polaritat del compost i la interacció entre el compost polar i la fase estacionària polar (en comparació a la fase mòbil) augmenta el temps de retenció. La força d'interacció no només depèn dels grups funcionals del compost, sinó també en factors estèrics de manera que els isòmers estructurals sovint es poden diferenciar l'un de l'altre. La utilització de dissolvents més polars en la fase mòbil disminueix el temps de retenció dels compostos mentre que els dissolvents més hidrofòbics tendeixen a augmentar el temps de retenció.
La NP-HPLC va caure en desús als anys setanta amb el desenvolupament de l'HPLC de fase reversa o Reversed-phase HPLC a causa de la falta de reproductibilitat dels temps de retenció, ja que els dissolvents pròtics canviaven l'estat d'hidratació de la sílica o alúmina de la cromatografia.
De tota manera, està obtenint un rellançament darrerament amb l'aparició de noves partícules més estables (columnes amida o HILIC) i amb el seu ús en cromatografia preparativa.

### Cromatografia de fase reversa
L'HPLC de fase reversa (RP-HPLC) consisteix en una fase estacionària apolar i una fase mòbil de polaritat moderada. Una de les fases estacionàries més comunes d'aquest tipus de cromatografia és la sílica tractada amb RMe₂SiCl, on la R és una cadena alquil tal com C18H37 o C₈H17. El temps de retenció és major per a les molècules de naturalesa apolar, mentre que les molècules de caràcter polar elueixen més ràpidament. El temps de retenció augmenta amb l'addició de dissolvent polar a la fase mòbil i disminueix amb la introducció de dissolvents més hidrofòbics. La cromatografia de fase reversa és tant utilitzada que sovint se l'anomena HPLC sense cap més especificació.
La cromatografia de fase reversa es basa en el principi de les interaccions hidròfobes que resulten de les forces de repulsió entre un dissolvent relativament polar, un compost relativament apolar, i una fase estacionària apolar. La força conductora en la unió del compost a la fase estacionària és la disminució de l'àrea del segment apolar del compost exposat al dissolvent.. Aquest efecte hidròfob està dominat per la disminució de l'energia lliure de l'entropia associada amb la minimització de la interfase compost-dissolvent polar. L'efecte hidrofòbic disminueix amb l'addició de dissolvent apolar a la fase mòbil. Això modifica el coeficient de partició de manera que el compost es mou per la columna i elueix.
Les característiques del compost tenen un paper molt important en la retenció. En general, un compost amb una cadena alquil llarga s'associa amb un temps de retenció major perquè augmenta la hidrofobicitat de la molècula. Tanmateix, les molècules molt grans poden veure reduïda la interacció entre la superfície del compost i la fase estacionària. El temps de retenció augmenta amb l'àrea de superfície hidròfoba que sol ser inversament proporcional a la mida del compost. Els compostos ramificats solen eluir més ràpidament que els seus isòmers lineals, ja que la superfície total es veu reduïda.
A banda de la hidrofobicitat de la fase mòbil, altres modificacions de la fase mòbil poden afectar la retenció del compost; per exemple, l'addició de sals inorgàniques provoca un augment lineal en la tensió superficial, i com que l'entropia de la interfase compost-dissolvent està controlada precisament per la tensió superficial, l'addició de sals tendeix a augmentar el temps de retenció. Una altra variable important és el pH, ja que pot canviar la hidrofobicitat del compost. Per aquest motiu, la majoria de mètodes utilitzen un tampó com el fosfat de sodi per controlar el valor del pH. Aquests tampons controlen el pH, però també neutralitzen la càrrega o qualsevol reste de silica de la fase estacionària que hagi quedat exposada i actuen com a contraions que neutralitzen la càrrega del compost. L'efecte dels tampons sobre la cromatografia pot variar, però en general milloren la separació cromatogràfica.
Les columnes de fase reversa es fan malbé amb menys facilitat en comparació amb les columnes de sílica normals. Tanmateix, moltes columnes de fase reversa estan formades per sílica modificada amb cadenes alquil i no s'han d'utilitzar mai amb bases en medi aquós, ja que aquestes podrien danyar l'esquelet de sílica subjacent. Les columnes es poden utilitzar en àcids en medi aquós però no haurien d'estar exposades massa temps a l'àcid perquè pot corrosionar les parts metàl·liques de l'aparell d'HPLC.

#### Cromatografia de parell iònic
La cromatografia de parell iònic és un subconjunt de la cromatografia en fase reversa en la qual se separen espècies fàcilment ionitzables en columnes de fase reversa. La cromatografia de parell iònic és una alternativa a la cromatografia d'intercanvi iònic. Presenta certs avantatges com que s'utilitzen columnes reverses de menor preu que les d'intercanvi iònic, però les columnes tenen una menor vida útil, s'aconsegueix una menor resolució de pic i difícil estabilització de la columna. En aquesta variant una sal orgànica que conté un contra-ió orgànic gran, com per exemple un ió amoni –per anàlits aniònics- o un alquil-sulfonat –per anàlits catiònics-, s'afegeixen a la fase mòbil com un reactiu d'emparellament iònic. Els millors resultats de separació habitualment s'aconsegueixen amb mescles de cadenes C₅ i C₇ d'alquilsulfonats o d'aquilamines.
S'han proposat dos mecanismes de separació –també s'hauria de tenir en compte la separació per adsorció directa de l'analit o la seva base conjugada amb la fase estacionaria. El primer és l'aparellament en la fase mòbil. S'admet l'existència del parell iònic com una espècie independent, neutra, no polar i que conseqüentment pot ser retingut per la fase estacionaria, els dos exemples més habituals s'observen a R.1 i R.2.
〖R-COO〗^-+〖CI〗^+ ■(□(→)@←) [R-COO-CI] R.1
〖R-NH_3〗^++〖CI〗^- ■(□(→)@←) [R-NH_3-CI] R.2
Alternativament, la fase estacionaria neutra reté amb força el contra-ió que dona una càrrega a aquesta fase i, per tant, s'origina una fase estacionaria amb moltes posicions carregades que estan compensats pels contraions del mateix reactiu formador del parell iònic. La selecció d'aquest contraió depèn del tipus d'analit i és preferent que sigui univalent, apròtic, soluble en la fase movil, que no participi en altres equilibris i no corrosiu pel sistema cromatogràfic. La separació dels ions d'anàlits orgànics de càrrega oposada ocorre per la formació de complexos de parells iònics reversibles. Conseqüentment, com més estable sigui aquest complex major temps quedarà retingut l'analit en el sistema cromatogràfic.
Mitjançant aquesta variant de cromatografia de repartiment es pot aconseguir separacions de compostos iònics i no iònics en una mateixa mostra.
La cromatografia de parell iònic és més complexa perquè l'equilibri del tensioactiu amb la fase estacionaria i a causa d'aquesta lentitud no es recomana utilitzar elució amb gradient per a cromatografia de parell iònic. La separació és més sensible a variacions de temperatura, pH de la fase mòbil –ja que el pH dictarà el grau d'ionització de l'analit- i concentració de tensioactiu. La fase mòbil utilitzada és un tampó de pH que conte un compost orgànic amb el seu contraió. També és possible realitzar-ho en casos excepcionals –la substància d'interès no sigui soluble en aigua- mescles metanol-aigua, però no es poden utilitzar dissolvents més apolars per problemes de precipitació de sal i insolubilitat total entre les dues fases.

### Cromatografia d'exclusió molecular
La cromatografia d'exclusió molecular, també coneguda com a cromatografia per filtració en gel, separa les partícules de la mostra en funció de la seva mida. Generalment es tracta d'una cromatografia de baixa resolució de manera que se sol utilitzar en els passos finals del procés de purificació. També és molt útil per a la determinació de l'estructura terciària i l'estructura quaternària de les proteïnes purificades.

### Cromatografia de bescanvi iònic
En la cromatografia de bescanvi iònic, la retenció es basa en l'atracció electroestàtica entre els ions en solució i les càrregues immobilitzades a la fase estacionària. Els ions de la mateixa càrrega són exclosos mentre que els de càrrega oposada són retinguts per la columna. Alguns tipus d'intercanviadors iònics són:
- Resines de poliestirè.
- Intercanviadors iònics de cel·lulosa i dextrans (gels).
- Silica porosa o vidre de mida de porus controlada. En general els intercanviadors iònics afavoreixen la unió d'ions d'alta càrrega i radi petit. Un increment en el concentració del contraió (respecte als grups funcionals de la resina) redueix el temps de retenció. Un increment en el pH redueix el temps de retenció en les cromatografies de bescanvi catiònic mentre que una disminució del pH redueix el temps de retenció en les cromatografies de bescanvi aniònic.

### Cromatografia basada en bioafinitat
Aquest tipus de cromatografia es basa en la capacitat de substàncies biològicament actives de formar complexos estables, específics i reversibles. La formació d'aquests complexos implica la participació de forces moleculars com les interaccions de Van der Waal, interaccions electroestàtiques, interaccions dipol-dipol, interaccions hidrofòbiques i ponts d'hidrogen entre les partícules de la mostra i la fase estacionària.

## Paràmetres

### Diàmetre intern
El diàmetre intern d'una columna d'HPLC és un aspecte crític que determina la quantitat de mostra que es pot carregar a la columna i també influeix en la seva sensibilitat. Les columnes de diàmetre intern més gran (>10 mm) s'utilitzen normalment en la purificació de compostos per a la seva utilització posterior. En canvi, les columnes de diàmetre intern menor (4–5 mm) s'utilitzen en l'anàlisi quantitatiu de les mostres, i es caracteritzen per l'augment la sensibilitat i la minimització del consum de dissolvents que comporten. Aquestes columnes se solen anomenar columnes d'escala analítica i normalment estan associades a un detector UV-vis. A part, existeixen altres tipus de columnes, com les de tipus capil·lar, amb un diàmetre inferior a 0.3 mm, utilitzades principalment en espectrometria de masses.

### Mida de les partícules
La majoria d'HPLC tradicionals es realitzen amb una fase estacionària unida a l'exterior de partícules esfèriques de sílica. Aquestes partícules poden tenir diferents mides, sent les de 5{\displaystyle \mu }m de diàmetre les més utilitzades. Partícules més petites ofereixen una major superfície i una millor separació, però la pressió que cal per obtenir una velocitat lineal òptima augmenta de forma inversament proporcional al cub del diàmetre de la partícula. Això significa que disminuir la mida de les partícules a la meitat, augmentaria la resolució de la columna, però alhora, augmentaria la pressió necessària en un factor de vuit.

### Mida de porus
Moltes fases estacionàries són poroses per proporcionar una major superfície. Els porus petits proporcionen una major superfície mentre que els porus de major mida proporcionen una cinètica millor, especialment per als composts de mida més gran; per exemple, una proteïna que sigui lleugerament més petita que la mida de porus hi pot entrar, però difícilment en sortirà amb facilitat.

### Pressió de la bomba
La pressió de les bombes és variable segons el model i fabricant, però el seu rendiment es mesura en llur habilitat per generar un flux constant i reproduïble. La pressió pot assolir valors de fins a ~40 MPa (o unes 400 atmosferes). Els aparells més moderns d'HPLC incorporen millores per poder treballar a pressions més altes i, per tant, poder utilitzar partícules de mida més petita a les columnes (< 2 micròmetres). Aquests aparells van aparèixer el 2004 i són anomenats "Ultra Performance Liquid Chromatography" (UPLC) i poden treballar amb valors de fins a ~100 MPa de pressió (unes 1000 atmosferes). Cal tenir en compte que les sigles "UPLC" són una marca registrada de Waters Corporation i per poder anomenar genèricament aquest tipus d'equips s'utilitzen les sigles UHPLC (Ultra High Performance Liquid Chromatography).

## Fabricants d'aparells d'HPLC
- Agilent Technologies[2] (antigament Hewlett-Packard)
- Beckman Coulter, Inc.[3]
- Dionex Corporation[4]
- Eksigent Technologies[5]
- Gilson, Inc.[6]
- Micro-Tech Scientific[7]
- PerkinElmer, Inc.[8]
- Proxeon Biosystems A/S[9]
- Shimadzu Scientific Instruments[10]
- Thermo Electron Corporation[11]
- Varian, Inc.[12]
- Waters Corporation[13]

## Fabricants de columnes d'HPLC i accessoris
- Agilent Technologies
- Beckman Coulter, Inc.[3]
- Dionex Corporation[4]
- Eksigent Technologies[5]
- Gilson, Inc.[14]
- Hitachi[15]
- Isolation Technologies[16]
- Micro-Tech Scientific[7]
- Phenomenex[17]
- Proxeon Biosystems A/S[9]
- Shimadzu Scientific Instruments
- Sielc
- Supelco
- Thermo Electron Corporation[11]
- Tosoh Corporation[18]
- Varian, Inc.
- Waters Corporation[13]